# Ramón Guzmán
Ramón Guzmán Martorell (* 22. September 1901 in Peñíscola; † 1. April 1954) war ein spanischer Fußballspieler und -trainer.

## Karriere
Guzmán spielte von 1928 bis 1935 für den FC Barcelona. Mit den Katalanen gewann er 1929 die neu eingeführte spanische Meisterschaft. Sein erstes Ligaspiel für Barcelona bestritt er am 8. Spieltag der Saison 1928/29 beim 1:0-Sieg gegen Espanyol Barcelona. Nur in den ersten beiden ausgetragenen spanischen Ligen kam Guzmán in über der Hälfte der Spiele zum Einsatz, in seinen letzten sechs Spielzeiten bei Barça war er nur noch Ergänzungsspieler. Sein einziges Ligator für Barcelona erzielte Guzmán bei der 2:8-Klatsche gegen Real Madrid am 3. Februar 1935.
1930 absolvierte er seine einzigen drei Länderspiele für die spanische Nationalmannschaft, sein Debüt gab er am Neujahrstag beim 1:0-Sieg gegen die Tschechoslowakei.
Zur Saison 1941/42 wurde Guzmán zum Trainer des FC Barcelona ernannt. Nachdem Barcelona in dieser Saison am 15. Spieltag im Camp Nou gegen Espanyol Barcelona mit 1:2 verlor und auf Platz 13 der Tabelle abrutschte, zog die Vereinsführung die Reißleine und ersetzte Guzmán durch Juan José Nogués. Guzmán gewann als Coach des FC Barcelona nur vier von 15 Ligaspielen. Keiner, der Barça mehr als einen Ligaspiel trainierte, kann so eine schlechte Quote aufweisen.

## Erfolge
Spieler:
- Spanische Meisterschaft: 1929
- Katalanische Meisterschaft: 1930, 1931, 1932